# Yanaoca (distrito)
O Distrito peruano de Yanaoca é um dos 8 distritos da Província de Canas, situada no Departamento de Cusco, pertenecente a  Região Cusco, Peru

## Transporte
O distrito de Yanaoca é servido pela seguinte rodovia:
- CU-116, que liga o distrito à cidade de Livitaca
- PE-34F, que liga o distrito de Combapata (Região de Cusco) à cidade de Kunturkanki [1][2][3]